# KH-7 01
KH-7 01 – amerykański satelita rozpoznawczy. Był pierwszym statkiem serii KeyHole-7 GAMBIT programu CORONA. Satelitę oznaczano także nazwą Improved SAMOS 1. Jego zadaniem było wykonanie wywiadowczych zdjęć Ziemi, o rozdzielczości przy gruncie około 46 cm. Na pokładzie statku znalazł się też eksperyment pomiaru promieniowania jądrowego za pomocą emulsji czułych.

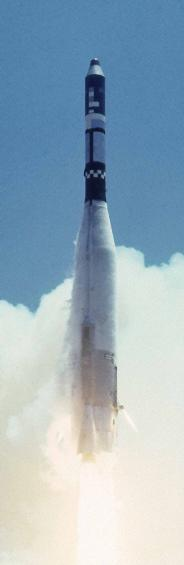
Atlas Agena D z satelitą Corona 67 na pokładzie

Satelity tego typu nadal pozostają utajnione przez rząd Stanów Zjednoczonych.